# IC 2044
IC 2044 ist eine Balken-Spiralgalaxie vom Hubble-Typ SB  im Sternbild Dorado am Südsternhimmel. Im selben Himmelsareal befinden sich u. a. die Galaxien IC 2043, IC 2046, IC 2052.
Das Objekt wurde am 7. Dezember 1899 vom US-amerikanischen Astronomen DeLisle Stewart entdeckt.